# Toporî, Izeaslav
Toporî (în ucraineană Топори) este localitatea de reședință a comunei Toporî din raionul Izeaslav, regiunea Hmelnîțkîi, Ucraina.

## Demografie
Componența lingvistică a localității Toporî
     Ucraineană (99,66%)
     Alte limbi (0,34%)
Conform recensământului din 2001, majoritatea populației localității Toporî era vorbitoare de ucraineană (99,66%), existând în minoritate și vorbitori de alte limbi.